# António Pedro
António Pedro da Costa (Nossa Senhora da Graça, Praia, 9 de Dezembro de 1909 — Moledo, Caminha, 17 de Agosto de 1966) foi um actor, encenador, escritor, poeta, jornalista, pintor, artista plástico, antiquário e coleccionador de arte português.

## Biografia

A Ilha do Cão, 1941, óleo sobre tela, 150 x 180 cm

Nasceu na Praia, em Cabo Verde, mas foi batizado a 9 de julho de 1910 na freguesia da Sé, em Lisboa. Filho de José Maria da Costa (São Vicente de Fora, Lisboa, 27 de Setembro de 1880 — 30 de Março de 1961), armador, grande proprietário e comerciante na cidade da Praia, Cabo Verde, e de sua mulher Isabel Savage Paula Rosa (Santos-o-Velho, Lisboa, 1 de Abril de 1883 — Cidade da Praia, c. 18 de Outubro de 1929), filha de mãe inglesa. Era primo-irmão da mãe de António Sousa Lara.
Mudou-se aos 4 anos para Portugal. Frequentou o Liceu Pedro Nunes em Lisboa até ao 2.º ano, mudando-se depois para o Instituto Nuno Álvares, da Companhia de Jesus, em A Guarda - Galiza, onde foi membro do grupo de teatro tendo participado em várias dezenas de peças. O 6.º ano acabou-o em Santarém e o 7.º ano em letras no Liceal de Coimbra, onde dirigiu o jornal O Bicho. Ingressou na Universidade de Lisboa, tendo frequentado a Faculdade de Direito e a Faculdade de Letras, não concluindo nenhum dos cursos. Viveu em Paris entre 1934 e 1935 onde chegou a estudar no Instituto de Arte e Arqueologia da Universidade de Sorbonne e onde assinou o Manifeste Dimensioniste. Antes da mudança para Paris, fora dos principais fundadores e activistas do Movimento Nacional-Sindicalista, mas após a emigração francesa virou para o socialismo democrático.
A 5 de setembro de 1930, casou civilmente em Lisboa com Maria Manuela dos Santos Possante (Santos-o-Velho, Lisboa, 1908), doméstica, filha do oficial da Marinha Manuel José Possante e de Mariana Adelaide dos Santos Possante, doméstica, ambos naturais de Lisboa (ele da freguesia de São Paulo e ela da freguesia de Alcântara). Deste casamento não houve descendência.
Em 1933 cria a galeria UP (1933-1936), onde apresenta a primeira exposição de Maria Helena Vieira da Silva em Portugal (1935).
O surrealismo surge nos horizontes culturais portugueses a partir de 1936 em grande parte pela sua mão, em experiências literárias «automáticas» que realiza com alguns amigos. Em 1940 realiza, com António Dacosta e Pamela Boden (Casa Repe, Lisboa) aquela que é considerada a primeira exposição surrealista em Portugal: " A exposição reunia dezasseis pinturas de Pedro, dez de Dacosta e seis esculturas abstratas de Pamela Boden [...]. O surrealismo de que se falara até então vagamente, desde 1924, [...] irrompia nesta exposição, abrindo a pintura nacional para outros horizontes que ali polemicamente se definiam".
Em 1941 António Pedro visitou o Brasil. Esteve no Rio de Janeiro e em São Paulo, tendo exposto seus quadros em concorridas mostras em ambas as cidades. Permaneceu no país uns quatro ou cinco meses, o bastante para formar um largo círculo de amizades entre a nata da intelectualidade brasileira. E partiu para sua terra natal deixando um rastro de amizades e sinceros admiradores. Está representado em diversos museus nacionais e estrangeiros.
Dirigiu e editou a revista Variante, de que saíram dois números (1942; 1943) e colaborou na revista luso-brasileira Atlântico bem como no semanário Mundo Literário (1946-1948).
Entre 1944 e 1945 vive e trabalha em Londres na British Broadcasting Corporation (B.B.C.), tendo feito parte do grupo surrealista de Londres. Grande parte da sua obra como pintor perdeu-se em 1944 aquando dum incêndio no seu atelier onde ficara a viver o seu amigo António Dacosta.
Precursor do movimento surrealista português, fez parte do Grupo Surrealista de Lisboa, criado em 1947 por Cândido Costa Pinto (expulso ainda na fase inicial de formação do grupo), Marcelino Vespeira, Fernando Azevedo e Mário Cesariny, entre outros, tendo participado na I Exposição Surrealista em Lisboa (1949).
Com uma forte ligação ao teatro, foi diretor do Teatro Apolo (Lisboa) em 1949 e fundador, diretor, figurinista e encenador do Teatro Experimental do Porto, que introduziu em Portugal, entre 1953 e 1961. Entre 1944 e 1945, foi crítico de arte e cronista da BBC em Londres.
Viveu os últimos anos em Moledo, uma praia junto a Caminha, onde morreu a 17 de agosto de 1966.

## Obra poética
- 1926 - Os meus 7 pecados Capitais, Coimbra.
- 1927 - Ledo Encanto, Lisboa, J. Rodrigues & Cª.
- 1928 - Distância Canções de António Pedro, Lisboa, Gomes & Rodrigues, Lda.
- 1928 - Devagar, Lisboa, Edição de autor.
- 1929 - Diário. Espécie de Confidências, Praia, Imprensa Nacional de Cabo Verde.
- 1931 - Máquina ne Vidro. Canções, Lisboa, Bertrand.
- 1932 - A Cidade, Oficinas gráficas UP, Separata da "Página Literária" de Revolução, 16 de Junho.
- 1935 - 15 Poèmes au hasard, Paris, Édition UP.
- 1936 - Primeiro Volume. Canções e outros poemas / 1927 - 1935, Lisboa, Edições Revelação.
- 1938 - Onze poemas líricos de exaltação e o folhetim.
- 1938 - Casa de campo, Lisboa, Edição do autor.
- 1949 - Protopoema da Serra d'Arga, Ed. Cadernos Surrealistas, Lisboa.
- 1951 - Invocação para um poema marítimo, Unicórnio, Lisboa, Maio.

## Outras obras escritas
- 1931 - Esboço para uma revisão de valores, Lisboa, Gráficas U.P.
- 1939 - Grandeza e virtudes da Arte Moderna, resposta à agressão do sr. Ressano Garcia, Lisboa, Sociedade Industrial de Tipografia.
- 1942 - Apenas uma narrativa, Lisboa, Editorial Minerva.
- 1948 - Introdução a uma história da arte: génese e características do fenómeno estético, Lisboa, Revista Horizonte.
- 1950 - O Teatro e a sua verdade, Lisboa, Editora Confluência.
- 1952 - Martírios de fingimento, Lisboa, Maranus.
- 1953 - Antígona, Glosa Nova da Tragédia de Sófocles, Porto, Círculo de Cultura Teatral.
- 1962 - Pequeno tratado de encenação, Porto, Editoral Confluência.
- 1981 - Teatro, Introdução por Luiz Francisco Rebello, Lisboa, Biblioteca Nacional.

## Obras plásticas
- 1934 - Le Crachat Embelli.
- 1935 - Poema no espaço (objecto); Aparelho metafísico de meditação (objecto); Transmissão.
- 1936 - Dança de roda (sabat).
- 1939 - O Anjo da guarda; O Avejão lírico; Transmissão.
- 1940 - Ilha do cão; Intervenção romântica; Madrugada (cena com um enforcado).
- 1941 - Nós dois no Brasil
- 1943 - Tríptico solto de Moledo.
- 1944 - A Fantastic Figure and Animal in a Interior.
- 1946 - Rapto na paisagem povoada.
- 1948 - O Amanhecer das virgens.
- 1952 - Duas esculturas de bronze (sem título).
- 1955 - Três esculturas de cerâmica (sem título).